# حروب المقاهي
اندلعت حروب المقاهي[بحاجة لمصدر] خلال ثورة التحرير الجزائرية، بوصفها جزءًا من الاقتتال الداخلي في فرنسا بين اثنتين من الحركات الجزائرية القومية المتنافسة، وهي الحركة الوطنية الجزائرية وجبهة التحرير الوطني الجزائرية (والتي أصبحت فيما بعد الحزب السياسي الحاكم في الجزائر المستقلة).
ويطلق على حروب المقاهي هذا الاسم نظرًا لأن جزءًا من الحرب اتخذ شكل هجمات بالقنابل واغتيالات في المقاهي، موجهة إلى أنصار الحزب الآخر، حيث كان يسعى كل طرف للسيطرة على الجالية المغتربة الجزائرية الضخمة ومنظماتها والتأثير عليها. ونظرًا لأن كلا المنظمتين اضطلعتا بأعمال سرية، فقد كانتا مطلوبتين لدى الحكومة الفرنسية، كما أصبح من الصعب توضيح الخط الفاصل بين الأهداف العسكرية والمدنية، والذي غالبًا ما يتجاهله المقاتلون عمدًا. وقد لجأت مجموعات من كل من حركتي الحركة الوطنية الجزائرية وجبهة التحرير الوطني إلى القتل على غرار العصابات والترهيب وقتل المدنيين لتحقيق أهداف سياسية وضمان الحصول على المال والنفوذ. وأدت حرب المقاهي إلى تصويرها في فرنسا بوصفها أعمالاً إرهابية عشوائية، واختلطت مع الهجمات على المستوطنين الفرنسيين في الجزائر.
ووفقًا لبعض التقديرات، فإن حروب المقاهي أودت بحياة ما يقدر بـ 5000 شخص. بينما تقدر الإحصاءات الرسمية الفرنسية بنحو 3975 قتيلاً ويقدر إجمالي عدد الضحايا بنحو 10223 (ما بين قتيل وجريح) 
ولم تنته حرب المقاهي قبل أن تحصل الجزائر على استقلالها عام 1962، في ظل وجود حكومة تشارلز ديغول. ثم هزمت جبهة التحرير الوطني وحدات الحرب الخاصة بالحركة الوطنية الجزائرية في الجزائر، ولتحقيق كافة الأغراض العملية، دمرت منظمتها في فرنسا.

## وصلات خارجية
- War in the 18th Arrondissement - article by Francis Fytton in the London Magazine, December 1961.